# Nils Edelman
Nils Holger Edelman, född 13 december 1918 i Helsingfors, död 15 juni 2005 i Åbo, var en finländsk geolog.
Edelman blev student 1937, filosofie kandidat 1946 och filosofie doktor 1950 vid Helsingfors universitet. Han var anställd vid Geologiska forskningsanstalten 1946–1954, vid Oy Vuoksenniska Ab 1954–1958 (vid Haveri gruva i Viljakkala 1954–1957 och gruvundersökning i Nyhamn 1957–1958), vid Bolidens Gruv AB 1958–1964 samt professor i geologi och mineralogi vid  Åbo Akademi 1964–1982.
Edelmans viktigaste arbeten, inklusive doktorsavhandlingen, kom att ägnas den sydvästra skärgårdens geologi. Till sin tematik omspänner Edelmans vetenskapliga produktion både urbergets geologi och dess glaciala ytformer. Han utgav 1994 den populärt hållna boken Filosofer, forskare och filurer ur geologins historia (finsk utgåva Viisaita ja veijareita geologian maailmassa 1991), där han redogjorde bland annat för vanföreställningar inom sitt eget fält.